# Simena
Simena (grec antic: Σίμηνα) va ser una ciutat a la costa de l'antiga Lícia, situada a 60 estadis d'Aperlae. El Stadiasmus Maris Magni anomena la ciutat Somena (Σόμηνα).
El seu lloc es troba a prop de Kaleköy, a Turquia. Les inscripcions sepulcrals i les troballes de monedes indiquen que la ciutat existia al segle IV aC. Part de l'antiga ciutat està ara submergida al mar i les restes dels banys termals de Titus es troben a l'aigua. Es pot veure un petit teatre o bouleuteri a l'acròpolis dins del fort posterior i tallat a la roca.